# Smile (пісня Авріл Лавін)
«Smile» (англ. Посміхаюся) — другий сингл четвертого студійного альбому канадської поп-рок/поп-панк співачки Авріл Лавін — Goodbye Lullaby. В США пісня вийшла 11 квітня 2011.

## Список пісень
Цифрове завантаження
1. "Smile" (radio edit) – 3:29

Цифрове завантаження для Великої Британії / CD-сингл
1. "Smile" – 3:29
2. "What the Hell" (Bimbo Jones Remix) – 4:10
3. "Smile" (music video) – 3:36

## Чарти
Тижневі чарти
| Чарт (2011)                                          | Місце |
| ---------------------------------------------------- | ----- |
| Australian Singles Chart                             | 25    |
| Austrian Singles Chart                               | 37    |
| Belgium (Ultratop 50 Flanders) (Фландрія)            | 2     |
| Belgium (Ultratop 50 Wallonia) (Валлонія)            | 4     |
| Brazilian Hot 100                                    | 3     |
| Canada (Canadian Hot 100)                            | 59    |
| Czech Republic (Rádio Top 100)                       | 23    |
| Germany German Singles Chart                         | 40    |
| Japan Billboard Japan Hot 100                        | 25    |
| Japan Adult Contemporary Airplay                     | 14    |
| Lebanon (The Official Lebanese Top 20)               | 20    |
| New Zealand Recorded Music NZ                        | 30    |
| Slovakia (Rádio Top 100)                             | 19    |
| South Korea International Singles (Gaon Music Chart) | 11    |
| UK Singles (Official Charts Company)                 | 189   |
| US Billboard Hot 100                                 | 68    |
| US Pop Songs (Billboard)                             | 25    |

## Продажі
| Країна           | Сертифікація (таблиця продажів та сертифікатів) | Продажі  |
| ---------------- | ----------------------------------------------- | -------- |
| Австралія (ARIA) | Платина                                         | +70,000  |
| США (RIAA)       | Золото                                          | +500,000 |

## Історія релізів
| Країна          | Дата           | Формат                 | Лейбл       |
| --------------- | -------------- | ---------------------- | ----------- |
| Австралія       | 11 квітня 2011 | Radio airplay          | Sony Music  |
| Норвегія        | 6 травня 2011  | цифрове завантаження   | Sony Music  |
| Франція         | 6 травня 2011  | цифрове завантаження   | Sony Music  |
| Бельгія         | 6 травня 2011  | цифрове завантаження   | Sony Music  |
| Данія           | 6 травня 2011  | цифрове завантаження   | Sony Music  |
| Фінляндія       | 6 травня 2011  | цифрове завантаження   | Sony Music  |
| Греція          | 6 травня 2011  | цифрове завантаження   | Sony Music  |
| Ірландія        | 6 травня 2011  | цифрове завантаження   | Sony Music  |
| Італія          | 6 травня 2011  | цифрове завантаження   | Sony Music  |
| Люксембург      | 6 травня 2011  | цифрове завантаження   | Sony Music  |
| Нідерланди      | 6 травня 2011  | цифрове завантаження   | Sony Music  |
| Португалія      | 6 травня 2011  | цифрове завантаження   | Sony Music  |
| Іспанія         | 6 травня 2011  | цифрове завантаження   | Sony Music  |
| Швеція          | 6 травня 2011  | цифрове завантаження   | Sony Music  |
| Швейцарія       | 6 травня 2011  | цифрове завантаження   | Sony Music  |
| США             | 17 травня 2011 | Contemporary hit radio | RCA Records |
| Німеччина       | 3 червня 2011  | CD-сингл               | Sony Music  |
| Велика Британія | 3 липня 2011   | цифрове завантаження   | RCA Records |